# El Jefe (jaguar)

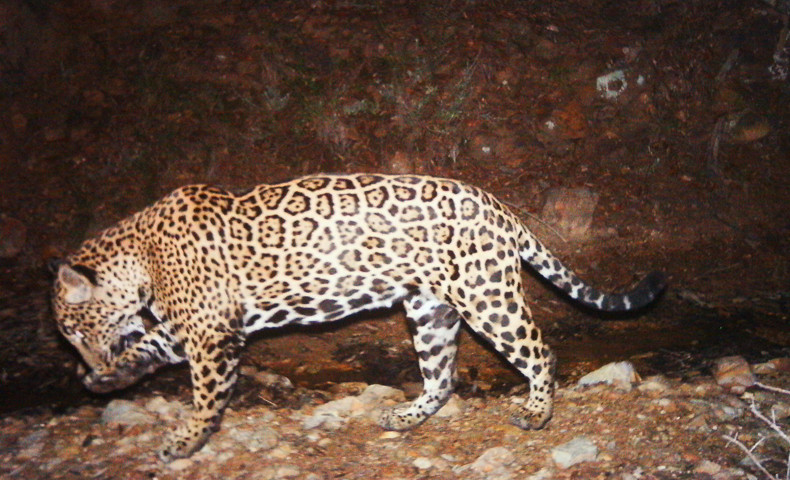
El Jefe el jaguar de Arizona, 2013.

El Jefe es un jaguar macho, adulto registrado por primera vez en Arizona en noviembre de 2011 y viviendo en la Sierra Santa Rita. Entre noviembre de 2011 y noviembre de 2016, El Jefe fue el único jaguar en vida libre verificado en los Estados Unidos. Su nombre, en español de origen, fue escogido por estudiantes de la secundaria Felizardo Valencia Tucson, en un concurso organizado por la organización no-lucrativa de conservación Center for Biological Diversity en noviembre de 2015 y ha sido usado frecuentemente por organizaciones de conservación y medios, sin embargo varios investigadores involucrados en su monitoreo prefieren llamarlo simplemente el jaguar de las Santa Rita. En diciembre de 2016 otro jaguar macho fue fotografiado en Fort Huachuca también en Arizona. En febrero de 2017 se reveló que un tercer jaguar había sido fotografiado en noviembre de 2016 por el Bureau de Manejo de Tierras (BLM por sus siglas en inglés) en las Montañas Dos Cabezas, unos 100km al norte de la frontera con México. La única fotografía obtenida permite determinar que se trata de un individuo distinto pero no permite saber el sexo del mismo.

## Primer avistamiento
El Jefe fue visto por primera vez por el cazador de pumas y guía Donnie Fenn, junto con su hija de 10 años, en las Montañas Whetstone  el sábado, 19 de noviembre de 2011. Sus perros cazadores persiguieron al animal hasta que este subió a un árbol,  punto en el que Fenn pudo tomar varias fotografías del jaguar, antes de retirarse para llamar oficiales de vida silvestre estatales. En una conferencia de prensa organizada por el Departamento de caza y pesca de Arizona,  el martes siguiente, Fenn declaró que el jaguar, un macho adulto, bajó del árbol y fue perseguido hasta subir a un segundo árbol, después de matar a algunos de los perros en su huida. El cazador se retiró del sitio y las fotografías representan la primera evidencia de la existencia de un jaguar salvaje en los Estados Unidos desde la muerte de Macho B en 2009. Varios medios de noticias publicaron las fotos con un artículo pero un vídeo, que se dijo había sido tomado en la escena, no está públicamente disponible.

## Aparición en la Sierra Santa Rita
En 20 de diciembre de  2012, a través de un comunicado de medios conjunto el Servicio de Pesca y Vida Silvestre de los Estados Unidos, el Departamento de Caza y pesca de Arizona y la Universidad de Arizona, anunciaron que las fotografías de un jaguar tomadas en noviembre tardío de aquel año, en la Sierra Santa Rita utilizando cámara-trampas, pertenecían al mismo individuo fotografiado por Fenn un año antes. Las cámaras-trampa fueron colocadas por el Jaguar Survey and Monitoring Project, una iniciativa dirigida por la Universidad de Arizona. Los jaguares individuales pueden ser identificados por sus patrones de manchas únicos, lo que permitió a los investigadores confirmar que era el mismo macho adulto.

## Monitoreo continuo de El Jefe
Desde la aparición de las fotografías en Santa Rita de El Jefe en 2012, varias fotografías nuevas y algunos vídeos han sido liberados por agencias y agrupaciones que trabajan en el área, notablemente por el Wild Cat Research and Conservation Center en la Universidad de Arizona. Un vídeo editado con tomas de días diferentes obtuvo mucha atención en los medios cuándo fue liberado por el Center for Biological Diversity y CATalyst.

## Importancia y Origen
El Jefe es significativo ya que representa el único jaguar actualmente viviendo libre en los Estados Unidos, donde una vez se distribuía a lo largo del suroeste. En 2010 el Servicio de Pesca y Vida Silvestre fue exitosamente demandado por Defenders of Wildlife para producir un Plan de Recuperación de la Especie y designar Hábitat Crítico para jaguares, desde entonces esbozó un área que incluye la Sierra Santa Rita como Hábitat Crítico para la recuperación de la especie en los Estados Unidos.
La población reproductiva de jaguares más norteña, de donde El Jefe más probablemente vino, fue identificada por Brown y López González en el este de Sonora, México y nombrada Huásabas-Sahuaripa, por dos de los municipios sobre los que se extiende. Esta población ha sido enfocada por varios esfuerzos de conservación, el de mayor relevancia es la creación de la Reserva Jaguar del Norte, un santuario privado de fauna y flora establecido en 2003 por Naturalia, A.C. Y Northern Jaguar Project y desde entonces expandido de su sus 4,000 hectáreas originales a 24,400 en 2015.
Como parte de sus esfuerzos para determinar Hábitat Crítico para la especie y para entender cómo los jaguares de esta población han estado llegando a los Estados Unidos, el Servicio de Pesca y Vida Silvestre encargó a la Wildlife Conservation Society el desarrollar un modelo de conectividad, que pudiera informar qué áreas probablemente pueden servir como corredores ecológicos que enlacen a las poblaciones reproductivas de jaguares en México con ubicaciones de avistamientos recientes en los Arizona. El informe incluyó una serie de mapas que identifican las áreas probablemente utilizadas por jaguares a lo largo de los estados occidentales de México, y extendiéndose hasta Arizona. Además identifica intersecciones entre estos corredores y carreteras importantes, como primer paso para abordar los retos que una hembra pudiera enfrentar para llegar a Arizona. El establecimiento de una población reproductiva de los jaguares en los EE. UU. requiere que al menos una hembra reproductiva utilice los EE. UU. como parte de su territorio, lo que sería considerado como un hito en la recuperación de la especie.

## Proyectos de desarrollo polémicos
La aparición de El Jefe en la Sierra Santa Rita incitó a varios grupos a aumentar su oposición al proyecto minero Rosemont Copper en proceso de obtener autorizaciones.
El proyecto de viviendas Villages at Vigneto también está siendo disputado por su impacto medioambiental, y el daño al hábitat crítico del jaguar ha sido mencionado como uno de los efectos potenciales
El Muro fronterizo Estados Unidos-México, una serie de infraestructuras construidas desde 2006, muy probablemente representa un obstáculo para cualquier jaguar hembra que busque expandir su territorio a Arizona, desde las poblaciones reproductivas conocidas en Sonora, México. La infraestructura creciente y las excenciones aprobadas, que liberan al Departamento de Seguridad de Nacional de los Estados Unidos de adherirse a cualquier ley medioambiental en su avance hacia construir más muros, han sido citadas como una preocupación importante para la recuperación de la especie en los Estados Unidos.
Las Carreteras Federales Mexicanas n.º 2 y n.º 15 también han sido identificadas tanto por el informe de la Wildlife Conservation Society sobre hábitat de jaguar, como por grupos de conservación locales, como obstáculos importantes a la recuperación del jaguar en la región. Empezando en 2010 se han realizado en la Carretera 2 una serie de expansiones, en los tramos de la ciudad de Imuris en Sonora, al pueblo de Janos en el estado vecino de Chihuahua. Wildlands Network, un grupo de conservación enfocado en preservar la conectividad para carnívoros grandes, ha alertado de la necesidad de incluir pasos de fauna en los tramos expandidos de la carretera para proporcionar espacio para vagar, a jaguares y otros animales.

## En los medios
- La Times: Arizona man spots jaguar; first U.S. sighting in two years
- Time: Rare Jaguar sighting in Arizona's Santa Rita Mountains
- Yahoo Finance: Save the Scenic Santa Ritas: Survival of America's only known jaguar seriously threatened by proposed Rosemont Mine
- CBS News: Video shows only known U.S. jaguar roaming in Arizona

- Datos: Q23648484